# Zoe Telford
Zoe Telford (Norwich, 1973) è un'attrice britannica.

## Biografia
Debutta nel 1993 in un episodio della serie televisiva britannica The Bill e partecipa a numerose serie come Il giovane Hitler (Hitler: The Rise of Evil), Born and Bred, Absolute Power, Afterlife - Oltre la vita, Law & Order: UK, Ashes to Ashes e Sherlock. Appare anche sul grande schermo nei film Match Point, Deuce Bigalow - Puttano in saldo,  e Il velo dipinto.

## Filmografia

### Cinema
- Match Point, regia di Woody Allen (2005)
- Deuce Bigalow - Puttano in saldo (Deuce Bigalow: European Gigolo), regia di Mike Bigelow (2005)
- The Truth, regia di George Milton (2006)
- Il velo dipinto (The Painted Veil), regia di John Curran (2006)
- The Waiting Room, regia di Roger Goldby (2007)
- Beyond the Pole, regia di David L. Williams (2009)

### Televisione
- Metropolitan Police – serie TV, episodio 9x07 (1993)
- Soldier Soldier – serie TV, episodio 5x08 (1995)
- Peak Practice – serie TV, episodio 6x01 (1998)
- Invasion: Earth, regia di Patrick Lau e Richard Laxton - miniserie TV (1998)
- The Last Train – serie TV, 6 episodi (1999)
- Second Sight: Kingdom of the Blind, regia di Jonas Grimås - film TV (2000)
- Teachers – serie TV, 8 episodi (2001)
- Men Only, regia di Peter Webber - film TV (2001)
- Real Men, regia di Sallie Aprahamian - film TV (2003)
- Il giovane Hitler (Hitler: The Rise of Evil), regia di Christian Duguay - miniserie TV (2003)
- Born and Bred – serie TV, episodio 3x04 (2004)
- Poirot (Agatha Christie's Poirot) - serie TV, episodio 9x03 (2004)
- Cutting It – serie TV, episodio 3x02 (2004)
- Twisted Tales – serie TV, episodio 1x01 (2005)
- Absolute Power – serie TV, 12 episodi (2003-2005)
- The Golden Hour – serie TV, 4 episodi (2005)
- Miss Marple (Agatha Christie's Marple) – serie TV, episodio 2x04 (2006)
- Beau Brummell: This Charming Man, regia di Philippa Lowthorpe - film TV (2006)
- Afterlife - Oltre la vita (Afterlife) – serie TV, episodio 2x03 (2006)
- The Palace – serie TV, 8 episodi (2008)
- Place of Execution – serie TV, episodi 1x01-1x02-1x03 (2008)
- Law & Order: UK – serie TV, episodio 2x06 (2009)
- Criminal Justice, regia di Otto Bathurst, Yann Demange, Luke Watson e Marc Jobst - miniserie TV (2009)
- Collision, regia di Marc Evans - miniserie TV (2009)
- The Thick of It – serie TV, episodi 3x02-3x07 (2009)
- Foyle's War – serie TV, episodio 7x02 (2010)
- Ashes to Ashes – serie TV, episodio 3x04 (2010)
- Sherlock – serie TV, episodi 1x02-1x03 (2010)
- Lewis – serie TV, episodio 5x01 (2011)
- Room at the Top, regia di Aisling Walsh - miniserie TV (2012)
- Progetto Lazarus (The Lazarus Project) - serie TV, 5 episodi (2023)

### Cortometraggi
- Nine 1/2 Minutes, regia di Josh Appignanesi e Misha Manson-Smith (2002)
- The Child, regia di Amy Neil (2011)